# Маріанська плита

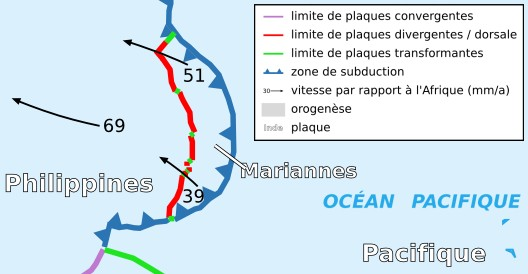
Мапа розташування Маріанської плити

Розріз Маріанської плити

Маріанська плита — невелика тектонічна плита, розташована на захід від Маріанського жолобу і є підмурівком Маріанських островів. Має площу 0,01037 стерадіан. Зазвичай розглядається разом з Філіппінською плитою. 
Вона відокремлена від Філіппінської плити дивергентною границею з численними трансформаційними розломами. Межа Маріанської і Тихоокеанської плит є зоною субдукції Тихоокеанської плити. Обмежена Маріанським жолобом на південному сході та Ідзу-Огасаварським жолобом на північному сході.

## Ресурси Інтернету
- Peter Bird, An updated digital model of plate boundaries, Geochemistry Geophysics Geosystems, 2003 [Архівовано 12 листопада 2016 у Wayback Machine.]